# Rajkummar Rao
Rajkummar Rao (Gurgaon, 31 augustus 1984) is een Indiaas acteur die voornamelijk in Hindi films speelt.

## Biografie
Rajkummar Rao maakte zijn filmdebuut in 2010 met een klein rolletje in de film Rann. Zijn films Kai Po Che! en Shahid in 2013 zorgde voor een succesvol vervolg van zijn carrière.

## Filmografie

### Films
| Jaar | Film                            | Rol                     | Opmerking               |
| ---- | ------------------------------- | ----------------------- | ----------------------- |
| 2010 | Rann                            | nieuwslezer             |                         |
| 2010 | Love Sex Aur Dhokha             | Adarsh                  |                         |
| 2011 | Ragini MMS                      | Uday                    |                         |
| 2011 | Shaitan                         | Malwankar Pintya        |                         |
| 2012 | Gangs of Wasseypur 2            | Shamshad Alam           |                         |
| 2012 | Chittagong                      | Lokenath Bal            |                         |
| 2012 | Talaash: The Answer Lies Within | Devrath Kulkarni/ Dev   |                         |
| 2013 | Kai Po Che!                     | Govind Patel            |                         |
| 2013 | Boyss Toh Boyss Hain            | Rahul Shah              |                         |
| 2013 | D-Day                           | Zoya's echtgenoot       | stem aan telefoon       |
| 2013 | Shahid                          | Shahid Azmi             |                         |
| 2013 | A New Love Ishtory              | verslaggever            | gastoptreden            |
| 2013 | Labours Of (An)Other Solipsist  | Zemar                   |                         |
| 2014 | Queen                           | Vijay                   |                         |
| 2014 | CityLights                      | Deepak Singh            |                         |
| 2014 | Bombay Mirror                   | Shakeel                 | korte film              |
| 2015 | Dolly Ki Doli                   | Sonu Sherawat           |                         |
| 2015 | Hamari Adhuri Kahani            | Hari Prasad             |                         |
| 2016 | Aligarh                         | Deepu Sebastian         |                         |
| 2016 | Trapped                         | Shaurya                 |                         |
| 2017 | Raabta                          | Muwaqqit                | gastoptreden            |
| 2017 | Behen Hogi Teri                 | Shiv Kumar Nautiyal     |                         |
| 2017 | Bareilly Ki Barfi               | Pritam Vidrohi          |                         |
| 2017 | Newton                          | Newton Kumar            |                         |
| 2017 | Shaadi Mein Zaroor Aana         | Satyendra Mishra        |                         |
| 2018 | Omerta                          | Ahmed Omar Saeed Sheikh |                         |
| 2018 | Fanney Khan                     | Adhir                   |                         |
| 2018 | Stree                           | Vicky                   |                         |
| 2018 | Love Sonia                      | Manish                  |                         |
| 2018 | 5 Weddings                      | Harbhajan Singh         |                         |
| 2019 | Ek Ladki Ko Dekha Toh Aisa Laga | Sahil Mirza             |                         |
| 2019 | Judgementall Hai Kya            | Keshav                  |                         |
| 2019 | Made in China                   | Raghuvir Mehta          |                         |
| 2020 | Shimla Mirchi                   | Avinash                 |                         |
| 2020 | Ludo                            | Alok Kumar Gupta        |                         |
| 2020 | Uss Din                         | naamloze rol            | korte film              |
| 2020 | Chhalaang                       | Mahender Singh Hooda    |                         |
| 2021 | The White Tiger                 | Ashok                   | Netflix film            |
| 2021 | Roohi                           | Bhawra Pandey           |                         |
| 2021 | Hum Do Hamare Do                | Dhruv Shikhar           |                         |
| 2022 | Badhaai Do                      | Shardul Thakur          |                         |
| 2022 | HIT: The First Case             | agent Vikram            |                         |
| 2022 | Monica, O My Darling            | Jayant Arkhedkar        | Netflix film            |
| 2022 | Bhediya                         | Vicky                   | gastoptreden            |
| 2023 | Bheed                           | Surya Kumar Singh Tikas |                         |
| 2024 | Srikanth                        | Srikanth Bolla          |                         |
| 2024 | Mr. & Mrs. Mahi                 | Mahendra Aggarwal       |                         |
| 2024 | Stree 2                         | Vicky                   |                         |
| 2024 | Vicky Vidya Ka Woh Wala Video   | Vicky Bable             |                         |
| 2024 | Naam                            |                         | buitenbeeldse verteller |
| 2025 | Bhool Chuk Maaf                 | Ranjan                  |                         |
| 2025 | Maalik                          | Deepak/ Maalik          |                         |

### Webseries
| Jaar | Serie            | Rol         | Platform  |
| ---- | ---------------- | ----------- | --------- |
| 2017 | Bose: Dead/Alive | Subhas Bose | ALTBalaji |
| 2023 | Guns & Gulaabs   | Tipu Tiger  | Netflix   |